# 카리스마 카푸르
카리스마 카푸르(힌디어: करिश्मा कपूर, 영어: Karisma Kapoor, 1974년 6월 25일 ~ )는 인도의 배우이다. 1997년 내셔널 필름 어워드 여우주연상, 1996년·2000년 필름페어상 여우주연상을 수상했다.

## 출연 작품
- 데인저러스 러브 (2012)
- 보디가드(영어판) (2011)
- 옴 샨티 옴 (2007)
- 샥티: 더 파워 (2002)
- 쥬베이다 (2001)
- 컴온, 마이 브라더 (2000)
- 피자 (2000)
- 비위 넘버 원 (1999)
- 하시나 만 자예기 (1999)
- 트윈 (1997)
- 히어로 넘버 원 (1997)
- 내 마음이 미쳤나봐 (1997)
- 지트 (1996)
- 사잔 체일 사수랄 (1996)
- 라자 힌두스타니 (1996)
- 쿠리 넘버 원 (1995)
- 투 이치, 히즈 온 스타일 (1994)
- 안다즈 (1994)
- 라자 바부 (1994)